# Chung kết Cúp Nhà vua Fahd 1992
Chung kết cúp Nhà vua Fahd 1992 là trận đấu bóng đá để tìm ra nhà vô địch của Cúp Nhà vua Fahd 1992. Trận đấu diễn ra tại Sân vận động Nhà vua Fahd II, Riyadh, Ả Rập Xê Út, vào ngày 20 tháng 6 năm 1992 giữa hai đội Argentina và Ả Rập Xê Út. Argentina giành chiến thắng với tỉ số 3–1.

## Chi tiết trận đấu
| Argentina                                  | 3–1        | Ả Rập Xê Út |
| ------------------------------------------ | ---------- | ----------- |
| Rodríguez 18' · Caniggia 24' · Simeone 64' | (Chi tiết) | Owairan 65' |

| Argentina | Ả Rập Xê Út |

|                         |    |                     |     |     |
|                         |    |                     |     |     |
| GK                      | 1  | Sergio Goycochea    |     |     |
| RB                      | 4  | Fabian Basualdo     | 62' |     |
| CB                      | 2  | Sergio Vazquez      |     |     |
| CB                      | 6  | Oscar Ruggeri       |     |     |
| LB                      | 3  | Ricardo Altamirano  |     |     |
| RM                      | 8  | José Luis Villareal |     | 81' |
| CM                      | 5  | Fernando Redondo    |     |     |
| CM                      | 10 | Diego Simeone       | 28' |     |
| LM                      | 20 | Leonardo Rodríguez  |     | 73' |
| CF                      | 7  | Claudio Caniggia    |     |     |
| CF                      | 9  | Gabriel Batistuta   |     |     |
| Vào sân thay người:     |    |                     |     |     |
| FW                      | 14 | Alberto Acosta      |     | 73' |
| MF                      | 11 | Diego Cagna         |     | 81' |
| Huấn luyện viên trưởng: |    |                     |     |     |
| Alfio Basile            |    |                     |     |     |

|                         |    |                      |     |     |
|                         |    |                      |     |     |
| GK                      | 1  | Saud Al-Otaibi       |     |     |
| CB                      | 2  | Abdullah Al-Dosari   |     |     |
| CB                      | 4  | Salem Al-Alawi       |     |     |
| CB                      | 3  | Abdulrahman Al-Roomi |     |     |
| DM                      | 6  | Fuad Amin            | 47' |     |
| RM                      | 5  | Mohammed Al-Khilaiwi |     |     |
| CM                      | 8  | Fahad Al-Bishi       |     | 67' |
| CM                      | 14 | Khalid Al-Muwallid   |     |     |
| LM                      | 16 | Khaled Al-Hazaa      |     |     |
| CF                      | 7  | Saeed Owairan        |     |     |
| CF                      | 10 | Sami Al-Jaber        |     | 45' |
| Vào sân thay người:     |    |                      |     |     |
| FW                      | 11 | Fahad Al-Mehallel    |     | 45' |
| MF                      | 17 | Abdul Al-Rozan       |     | 67' |
| Huấn luyện viên trưởng: |    |                      |     |     |
| Claudinho Garcia        |    |                      |     |     |

| Assistant referees: Rodrigo Badilla Sequeira (Costa Rica) Jamal Al Sharif (Syria) |